# Dark Hearts
Pour plus de détails, voir Fiche technique et Distribution.
Dark Hearts est un film américain indépendant réalisé par Rudolf Buitendach, sorti en salles en 2014. C'est le premier long métrage de ce réalisateur sud-africain né en 1969. Le film a été nommé pour le prix du meilleur film international au festival de Raindance 2012.

## Synopsis
Colson (Kyle Schmid), artiste qui peine à réussir, rencontre la chanteuse sensuelle Fran (Sonja Kinski) qui devient sa source d'inspiration.

## Fiche technique
- Titre original : Dark Hearts
- Réalisation : Rudolf Buitendach (en)
- Scénario :  	Christian Piers Betley
- Photographie : Kees van Oostrum
- Montage : Geraud Brisson, Christopher Nelson
- Musique : Guy Theaker
- Costumes :  Suzanne Barnes
- Production : Boundless Pictures, Jack Bowyer Productions, Black Tulip, Adrenaline Entertainment, Axel Pictures
- Producteurs : Christian Piers Betley, Kees Van Oostrum, Alexis Varouxakis, Jack Bowyer
- Sociétés de distribution : California Pictures, Vertical Entertainment (en)[2]
- Pays d'origine : États-Unis
- Langue : anglais
- Genre : Drame, Thriller
- Durée : 99 minutes
- Dates de sortie : 
  - États-Unis : 29 avril 2014
  - Japon : 3 octobre 2014 (DVD)

## Distribution
- Kyle Schmid : Colson
- Sonja Kinski : Fran
- Lucas Till : Sam
- Rachel Blanchard : Clarissa
- Goran Višnjić : Armand
- Juliet Landau : Astrid
- Richard Edson : Ravetti

## Accueil critique
- Pour Frost Magazine, Dark Hearts est à la fois moderne et dans la tradition des films noirs à l'ancienne. Réalisé avec un faible budget, c'est une réalisation technique de premier ordre[3].
- Le Japan Times le qualifie de thriller érotique ringard et prétentieux, sur un artiste qui crée ses œuvres avec du sang humain, dont le seul point notable est la présence au casting de Sonja Kinski, dont la beauté rappelle celle de sa mère Nastassja[4].